# Rubin Lacey
Rubin "Rube" Lacey / Lacy (Pelahatchie, Mississippi, 1901. január 2. – Lancaster, Kalifornia, 1969. november 14.) amerikai country-blues- zenész, aki gitáron játszott, ugyanakkor énekes és dalszerző volt.
Pelahatchieben született és gitározni tizenévesen tanult egy idősebb előadóművésztől, George Hendrixtől. A  Mississippi Delta Jackson területén tevékenykedve ő lett az állam egyik legnépszerűbb blues-énekese. Az üvegnyak stílusa megihletett egy ismertebb előadót, Son House-t, akivel 1927-ben a Columbia Records felvett négy dalt a Tennessee állambeli Memphisben.
1928-ban Lacey két dalt rögzített, a "Mississippi Jail House Groan"-t és a "Ham Hound Crave"-et a Paramount Records számára. Négy évvel később lelkész lett. Később Lancasterben élt (Kalifornia), David Evans blues-kutató talált rá, aki felvette őt a gyülekezetével együtt. Ott halt meg 1969. november 14-én.